# Eulalia Szwajkowska
Eulalia Łucja Szwajkowska, po mężu Caban (ur. 12 lutego 1932 w Bydgoszczy, zm. 25 lutego 2009 w Łodzi) – polska lekkoatletka sprinterka, dwukrotna mistrzyni Polski i olimpijka.

## Kariera sportowa
Startowała na igrzyskach olimpijskich w 1952 w Helsinkach, gdzie odpadła w półfinale biegu na 200 metrów, a sztafeta 4 × 100 metrów w składzie: Maria Arndt, Szwajkowska, Genowefa Minicka i Maria Ilwicka odpadła w eliminacjach, ale ustanowiła rekord Polski czasem 48,1 s.
Była mistrzynią Polski w biegu na 200 metrów w 1952 i 1956 oraz brązową medalistką w sztafecie 4 × 100 metrów w 1951. Oprócz rekordu Polski w sztafecie 4 × 100 m w poprawiała również rekordy Polski w biegu na 400 metrów (59,3 s 27 sierpnia 1953 w Warszawie) i w sztafetach klubowych 4 × 100 m (50,9 s, 23 sierpnia 1953 we Wrocławiu) i 4 × 200 metrów.
W latach 1951–1952 startowała w dwóch meczach reprezentacji Polski (3 starty), odnosząc 1 zwycięstwo indywidualne.
Rekordy życiowe:
- bieg na 100 metrów – 12,4 (17 czerwca 1956, Bydgoszcz)
- bieg na 200 metrów – 24,9 (23 września 1956, Bydgoszcz)[10]
- bieg na 400 metrów – 59,3 (27 sierpnia 1953, Warszawa)[10]

Była zawodniczką klubów bydgoskich: Gwardii (1949-1952), OWKS (1953) i CWKS (1956).
Ukończyła Gimnazjum  Handlowe w Bydgoszczy, pracowała jako księgowa. Była również sędzią sportowym. Mieszkała w Łodzi.